# ロビン・ギヴンズ
ロビン・ギヴンズ（Robin Simone Givens、1964年11月27日 - ）は、アメリカ合衆国の女優。

## 来歴
ニューヨーク出身。10歳でAADAに入学し、演技の勉強を始める。15歳でサラ・ローレンス大学に飛び級入学し、1984年に卒業。

### 私生活
1988年に人気ボクサーのマイク・タイソンと結婚。タイソンはテレビで彼女を見て一目で気に入り、強引に会って交際を開始。しかし、ギヴンズはタイソンの親族の葬儀への出席を拒むなどタイソンを蔑ろにする行いが目立っていたといい、ギヴンズの妊娠を理由に結婚に至った時点で既に2人の中は険悪になっていた。DV騒動などもあり、翌年に離婚。タイソンが支払った慰謝料は1000万ドルだった。裁判でタイソンは「妊娠をしたと嘘をつかれた」として、結婚の無効を主張した。 
当時、別居中のタイソンが彼女の家を訪ねると、彼女がテレビドラマHead of the Classで共演したブラッド・ピットと一緒にベッドに寝ている現場に遭遇したことを後年告白している。
その後、彼女はブラッド・ピットのほかに、マイケル・ジョーダン、テニスプレーヤーのマーフィー・ジェンセンと付き合い、1999年にジェンセンとの間にできた男児を出産した。

## 主な出演作品

### 映画
- ウィズ The Wiz (1978)
- ビバリーヒルズ・マダム Beverly Hills Madam (1986) テレビ映画
- レイジ・イン・ハーレム A Rage in Harlem (1991)
- ブーメラン Boomerang (1992)
- エンジェル・ストリート/追いつめられた女刑事 Angel Street (1992) テレビ映画
- ブランクマン・フォーエヴァー Blankman (1994)
- 地獄の女囚ウォーリアーズ The Expendables (2000) テレビ映画
- GEKICHIN 撃沈 The Elite (2000)
- インナーウォーズ Antibody (2002)
- ヒップホップ・プレジデント Head of State (2003)
- エアポート2014 Airplane Vs Volcano (2014)

### テレビドラマ
- CHUCK/チャック Chuck (2011)
- 新ビバリーヒルズ青春白書 90210 (2013)
- ねじれた疑惑 Twisted / twiƨted (2013 - 2014)